# Vụ đoàn đại biểu Việt Nam ăn uống tại nhà hàng Salt Bae
Vào ngày 3 tháng 11 năm 2021, một video trên tài khoản TikTok do đầu bếp người Thổ Nhĩ Kỳ Nusret Gökçe đăng tải đã gây xôn xao trên mạng xã hội khi ghi lại cảnh ông chế biến món bít tết "golden giant tomahawk" cho phái đoàn đại biểu Việt Nam tại nhà hàng Nusr–Et Steakhouse ở Luân Đôn. Đoạn video kéo dài 41 giây, cho thấy ông Gökçe đã thực hiện màn rắc muối đặc trưng và đút một miếng thịt vào miệng Bộ trưởng Bộ Công an Tô Lâm, người sau đó giơ ngón tay cái tán thưởng. Sau khi được đăng tải, video đã nhanh chóng bị gỡ bỏ sau 30 phút,  nhưng các bản sao của video đã lan truyền mạnh mẽ, khiến dư luận bày tỏ sự phẫn nộ về việc cho rằng bữa ăn xa xỉ này được chi trả từ ngân sách nhà nước trong bối cảnh kinh tế khó khăn sau đại dịch COVID-19. Truyền thông Việt Nam vẫn luôn im lặng trong suốt vụ việc.
Một người chủ quán ăn ở Đà Nẵng cũng đã bị bắt giữ sau khi đăng tải video nhại động tác rắc muối của Salt Bae, tự xưng "thánh rắc hành", chỉ sau vài ngày đoạn video được chia sẻ. Anh đã bị bắt với cáo buộc "tuyên truyền thông tin chống Nhà nước" dựa trên 19 bài viết và 25 video từ 2020 đến 2022. Trong suốt 7 tháng bị giam giữ, anh không được tiếp xúc với luật sư, và khi phiên tòa diễn ra, vợ anh cũng bị bắt khi cố gắng tham dự. Cuối cùng, anh bị tuyên án 5 năm 6 tháng tù, được cho là một phần nỗ lực của chính quyền nhằm dập tắt tiếng nói chỉ trích Đảng Cộng sản Việt Nam.

## Vụ việc
Vào ngày 3 tháng 11 năm 2021, một đoạn video trên tài khoản TikTok của đầu bếp Nusret Gökçe, với 11 triệu lượt theo dõi lúc bấy giờ, đã đăng tải một đoạn video anh đích thân chế biến các món bít tết trước mặt phái đoàn đại biểu Việt Nam tại nhà hàng Nusr–Et Steakhouse ở Luân Đôn. Đoạn video kéo dài khoảng 41 giây mô tả Salt Bae đang chế biến món bò dát vàng "golden giant tomahawk", xắt khúc và rắc muối lên các phần thịt bò được chế biến riêng cho phái đoàn Việt Nam. Sau khi chế biến xong, vị đầu bếp này đã đút một miếng thịt bò tươi vào miệng của Bộ trưởng Bộ Công an Tô Lâm. Sau khi thưởng thức, ông Lâm đã giơ biểu tượng ngón tay cái lên. Ngoài ra, đoạn video cũng có sự góp mặt của Người phát ngôn Bộ Công an Tô Ân Xô khi đang dùng điện thoại ghi hình lại màn trình diễn. Chỉ trong vòng 30 phút sau khi bị phát hiện thì đoạn video đã bị gỡ bỏ, tuy nhiên, các bản sao của đoạn video này đã được lan truyền mạnh mẽ trên mạng xã hội.
Phái đoàn Việt Nam được cho là đã có mặt ở Luân Đôn sau khi tham dự Hội nghị thượng đỉnh về biến đổi khí hậu của Liên Hợp Quốc năm 2021 được dẫn đầu bởi Thủ tướng Phạm Minh Chính. Mặc dù vậy, vẫn có một số cơ quan truyền thông "chưa được chính thức xác nhận" về thời điểm ghi hình của đoạn video. Người chi trả hóa đơn cũng như chi phí cuối cùng của hóa đơn vẫn là "không rõ". Cũng trong khoảng thời gian vào đầu tháng 11, trước khi video được phát tán, thì phái đoàn Việt Nam bao gồm Đại tướng Tô Lâm được cho là đã có mặt ở Anh để gặp gỡ Bộ trưởng Bộ Nội vụ Priti Patel và viếng thăm mộ của Karl Marx tại Luân Đôn.

## Phản ứng

### Chính quyền Việt Nam
Đến ngày 5 tháng 11, văn phòng của Tô Lâm vẫn chưa đưa ra lời bình luận chính thức. Trong khi đó, truyền thông và nhà nước Việt Nam vẫn không lên tiếng bác bỏ hay giải thích về vụ việc. Vào năm 2022, khi Bùi Tuấn Lâm, một người bất đồng chính kiến bị bắt giữ sau đoạn video "thánh rắc hành" bị bắt giữ thì một tờ báo địa phương ở Việt Nam cho rằng việc bắt giữ này không liên quan đến "động tác đầu bếp có biệt danh Salt Bae phục vụ món bò dát vàng cho Bộ trưởng Công an Việt Nam Tô Lâm". Đồng thời, cáo buộc BBC News tiếng Việt và Đài Á Châu Tự Do tuyên truyền những "thuyết âm mưu hoang tưởng".

### Trong nước

#### Truyền thông
Nhiều người dân trong nước đã bày tỏ sự tức giận thông qua các bài đăng khi đất nước đang phải đối mặt với hậu Đại dịch COVID-19, cướp đi việc làm của nhiều người lao động và làm sụt giảm GDP nhưng các quan chức lại "tận hưởng cuộc sống theo cách của những người nổi tiếng trên thế giới". Đồng thời, cũng so sánh việc này với tình trạng nghèo đói đang diễn ra ở Việt Nam. Dẫn lời trên Đài Á Châu Tự Do, một người dân đã cho rằng, "Tiền thuế của tôi đã được dùng vào mục đích xa xỉ". Tuy nhiên, vẫn có ý kiến khác bảo vệ các quan chức khi cho rằng họ có quyền hưởng trợ cấp khi công tác hay có thể được bên thứ 3 trả tiền mời đến nhà hàng. Đáp trả lại ý kiến bảo vệ này, một số quan điểm đã phản bác khi cho rằng các quốc gia châu Âu sẽ không chiêu đãi kiểu xa hoa như vậy do chính phủ họ phải minh bạch về việc sử dụng ngân sách công và giải trình với quốc dân nếu chi tiêu vượt mức cho phép.
Bên cạnh đó, một người dùng Facebook đã chỉ ra việc ngoài bữa ăn đắt đỏ thì trong video còn có sự xuất hiện của một chai rượu trị giá hàng chục ngàn Euro. Đồng thời, cũng có lập luận cho rằng đây là sự cố "đen đủi" khi nhà hàng vô tình đăng tải đoạn video chỉ ra sự trái ngược giữa hành động của giới lãnh đạo Việt Nam với học thuyết giai cấp vô sản mà họ đang theo đuổi. Số khác thì đã nhại lại theo hành động "rắc muối" của đầu bếp Salt Bae khi chế biến món bò dát vàng cho phái đoàn Việt Nam. Trên BBC News cũng đã có bài bình luận cho rằng đa số công chức, viên chức trong nước đều biết đến bữa ăn của Tô Lâm nhưng "không ai dám bàn luận, vì chẳng có lợi cho bản thân". Ngoài ra, bài báo cũng so sánh vụ việc với sự việc tương tự khi Tổng thống Venezuela ăn tối tại đây đã được truyền thông trong nước đưa tin "nhanh nhạy" nhưng đối sự việc này thì ngược lại.
Vào hai ngày cuối tuần trên mạng xã hội Việt Nam sau vụ việc, thì hàng chục bài viết liên quan đến vấn đề này đã được chia sẻ mạnh mẽ. Thậm chí chỉ cần gõ một số từ khóa thì đã nhận về "25.700.000 kết quả" trên Google. Trong ngày 5 tháng 11, từ khóa "Tô Lâm" trên Google Trending cũng có hơn 10 ngàn người tìm kiếm, đứng hạng 3. Trong khi đó, theo công cụ CrowdTangle, một thống kê đo lường mức độ người dùng trên Facebook thì cho đến ngày 6 tháng 11, đã có khoảng 400 bài viết và gần 200.000 lượt thích, cảm xúc, chia sẻ, bình luận liên quan đến các bài viết về chủ đề này bao gồm cả những trang Facebook ủng hộ chính phủ. Ngoài ra, trên Wikipedia tiếng Việt, bài viết về tiểu sử của Tô Lâm cũng đã có thêm mục "vụ ăn tại nhà hàng Salt Bae". Mặc dù truyền thông Việt Nam không thông tin về vụ việc nhưng vào ngày 8 tháng 11, sau vụ phát tán video khoảng 2 ngày, tạp chí Zing đã cho đăng tải bài viết "Nhiều người tiêu dùng châu Á không mua nổi thịt bò" mà theo giáo sư, tiến sỹ Trần Đông A cho là "khá giật gân" trong thời điểm đó. Cùng ngày, báo Công an nhân dân cũng đã có bài viết "Luận điệu suy diễn quy định mới về những điều Đảng viên không được làm" được cho là đáp trả Đài Á Châu Tự Do, Đài Tiếng nói Hoa Kỳ và BBC.

#### Giới chỉ trích
Nhà hoạt động nhân quyền Hoàng Dũng được cho là một trong số những người đầu tiên chia sẻ hình ảnh về vấn đề trên trang Facebook cá nhân và tự đặt câu hỏi về việc tại sao đi công tác thì cán bộ Việt Nam lại phải đến một nhà hàng đắt tiền. Blogger Anh Ba Sàm cho rằng, việc chính quyền Việt Nam không lên tiếng bác bỏ hay đính chính cùng với sự đưa tin hàng loạt của báo chí quốc tế thì đây là một vụ việc "đã được kiểm chứng chắc chắn". Đồng thời, chính quyền càng im lặng sẽ càng tạo điều kiện cho nhiều suy đoán, thuyết âm mưu và gọi đây là "khủng hoảng quá đặc biệt". Trong khi đó, vụ việc vẫn có thể bị khuấy lại nếu cử tri đặt câu hỏi, đặc biệt là trong các chiến dịch phòng, chống tham nhũng từ Nguyễn Phú Trọng. Ông nhận định uy tín của ông Lâm đã bị ảnh hưởng và cách xử lý vấn đề này rất khó do vị trí quyền lực của ông. Tuy nhiên, nếu khôn ngoan, ông Lâm có thể chủ động giải quyết. Anh Ba Sàm cũng cho rằng sự việc phản ánh sự chủ quan của cấp dưới hơn là lỗi nghiệp vụ của ông Lâm.
Nhà quan sát chính trị, người bất đồng chính kiến Nguyễn Tiến Trung đã chỉ trích và cho rằng vụ việc có hai nguyên nhân chính khiến cho người dân phẫn nộ bao gồm thời điểm khi mọi người phải đối mặt với COVID-19 và vấn đề các quan chức thường xuyên tuyên truyền về đạo đức cách mạng với người dân. Anh cho rằng, "nhìn vào cái bữa ăn như vậy thì người ta thấy là họ có thực sự cần – kiệm – liêm – chính không". Trước việc một số trang Facebook ủng hộ chính phủ và cho rằng bữa ăn là do Bộ trưởng Bộ Nội vụ Pháp mời. Tuy nhiên, tờ The Evening Standard cho biết Salt Bae – đầu bếp phục vụ bữa ăn – đã ở Luân Đôn suốt 6 tuần qua, làm dấy lên thêm sự nghi ngờ về nguồn chi phí. Một số ý kiến cho rằng việc chống chế chỉ càng khẳng định bữa ăn này được chi trả từ ngân sách nhà nước, gây bức xúc trong bối cảnh kinh tế khó khăn sau đại dịch.

### Quốc tế
Theo phân tích của BBC News, mặc dù giá của món ăn không được niêm yết trên trang web chính thức của nhà hàng nhưng theo đánh giá thì món ăn có thể dao động từ 850 đến 1.500 bảng Anh (1.140 đến 2.015 đô la Mỹ) và chưa bao gồm đồ ăn uống, các món ăn kèm hoặc phí dịch vụ 15%. Được biết, lương tháng của Bộ trưởng Việt Nam chỉ dao động từ 600 đến 800 đô la Mỹ một tháng. Trong khi đó, Vice News đã gọi vụ việc là "mỉa mai" khi trước khi đoạn video này được phán tán thì Bộ trưởng Bộ Công an Việt Nam còn đã chụp ảnh tại mộ của Karl Marx, đặt vòng hoa và bày tỏ sự thành kính. Nhiều trang báo quốc tế khác cũng đã dẫn lời về sự kiện này như ABC News, The Jakarta Post, Bangkok Post,...  Một số bài viết cũng đã trích dẫn một vụ việc tương tự khi Tổng thống Venezuela Nicolás Maduro cũng đã dùng bữa tại một trong số các nhi chánh của chuỗi nhà hàng này ở Thổ Nhĩ Kỳ. Trên Đài Tiếng nói Hoa Kỳ, một nhà quan sát chính trị đã cho rằng sự việc khiến cho chính quyền Việt Nam rơi vào thế "bị động, lúng túng", "để mọi việc tự lắng xuống", còn ông Lâm sẽ "ảnh hưởng về uy tín". Trong khi đó, nhà báo Trần Đông A cho rằng, vụ việc sẽ là một "phép thử" dành cho Nguyễn Phú Trọng.
Trước việc từ khóa "#saltbae" bị chặn tìm kiếm trên Facebook chỉ vài ngày sau khi video về việc ăn bò dát vàng của Tô Lâm bị phát tán, vào ngày 9 tháng 11, công ty mẹ Meta đã lên tiếng gỡ bỏ việc chặn tìm kiếm từ khóa này. Phát ngôn của Meta cũng nói thêm, "chúng tôi đang điều tra tại sao nó bị chặn" và khẳng định nó bị chặn ở mức độ toàn cầu chứ không chỉ riêng ở Việt Nam. Blog tin tức Asia Sentinel nhận định rằng "có rất nhiều cách để lãng phí thiện chí", nhưng Đảng Cộng sản Việt Nam đã "chọn một món cũ nhưng ngon". Các tranh cãi xoay quanh bữa bít tết của ông Lâm thậm chí còn được cho là làm lu mờ lễ khánh thành tuyến Cát Linh – Hà Đông tại Hà Nội. Đồng thời cho rằng, vụ việc này phản ánh ba vấn đề đã gây bức xúc cho người dân Việt Nam từ trước đại dịch COVID chính là: tham nhũng, một chính phủ dường như xa rời thực tế, và xu hướng trấn áp mạnh tay khi bị thách thức. Trước việc đàn áp người nhại lại vụ việc của Tô Lâm bị bắt giữ, Tổ chức Theo dõi Nhân quyền nhận định rằng Tô Lâm đã "trả thù bằng cách bịt miệng người chỉ trích, nhưng điều đó sẽ không cứu vãn được danh tiếng của ông ấy".

## Ảnh hưởng
Vào ngày 10 tháng 11 năm 2021, vài ngày sau khi đoạn video được phát tán, Bùi Tuấn Lâm, tiểu thương của một quán ăn tại Đà Nẵng đã thực hiện một đoạn video nhại lại động tác rắc muối của đầu bếp Salt Bae, người phục vụ món bò dát vàng cho Tô Lâm. Trong đoạn video, anh đã thực hiện động tác rắc hành lên tô bún bò và đồng thời tự nhận mình là "thánh rắc hành" so với biệt danh "thánh rắc muối" của Salt Bae. Sau 6 ngày kể từ khi đăng tải, anh đã bị cảnh sát Đà Nẵng đến nhà triệu tập với lý do được anh cho là "không rõ ràng". Ông Lâm sau đó đã từ chối nhưng lại bị yêu cầu áp giải. Trong thời gian này, anh đã bị cảnh sát quấy rối, đe dọa, kiểm soát, thường xuyên bị triệu tập, thẩm vấn và gây sức ép để anh phải đóng cửa quán ăn của mình. Đến ngày 7 tháng 9 năm 2022, anh đã bị chính quyền Việt Nam với cáo buộc "Tuyên truyền thông tin, tài liệu, vật phẩm nhằm chống Nhà nước Cộng hòa xã hội chủ nghĩa Việt Nam". Với cáo buộc từ Viện Kiểm sát Nhân dân thành phố Đà Nẵng, Bùi Tuấn Lâm bị cho là đã đăng tải 19 bài viết và 25 video kéo dài từ ngày 17 tháng 4 năm 2020 đến ngày 26 tháng 7 năm 2022 với nội dung được cho là "xuyên tạc, phỉ báng chính quyền nhân dân" và "bịa đặt, gây hoang mang trong nhân dân".
Trong vòng 7 tháng bắt giữ, anh đã không được phép tiếp xúc với luật sư. Khi vợ anh phản đối, chính quyền cũng đã từ chối cho phép cô tham dự phiên tòa xét xử của chồng mình diễn ra vào ngày 25 tháng 5 ở Đà Nẵng. Tuy nhiên, trong quá trình xét xử, cô vẫn đã xuất hiện bên ngoài phiên tòa nhưng sau đó đã bị lực lượng cảnh sát bắt giữ và chỉ thả ra vào tối cùng ngày, rất lâu sau khi phiên tòa kết thúc. Không chỉ vậy, trước khi phiên tòa kết thúc, thẩm phán cũng đã ra lệnh cho luật sư bào chữa cho Bùi Tuấn Lâm ra khỏi phòng xử án trước khi được biện hộ. Trước khi bị bắt giữ, anh đã luôn phủ nhận các cáo buộc và cho rằng mình đang "bày tỏ quan điểm cá nhân và thực hiện quyền tự do ngôn luận". Kết thúc phiên tòa, anh bị tuyên án 5 năm 6 tháng tù với tội danh "Làm, tàng trữ, phát tán, tuyên truyền thông tin, tài liệu chống Nhà nước", và sẽ bị quản chế 4 năm sau khi chấp hành xong án phạt. Dẫn lời trên CNN, các nhóm nhân quyền cho rằng, bản án này đến từ chính quyền Việt Nam đang nỗ lực dập tắt tiếng nói chỉ trích Đảng Cộng sản Việt Nam. Trong khi đó, truyền thông trong nước nhận định việc bắt giữ Tuấn Lâm là "kết cục tất yếu" và "cái giá phải trả cho hành vi coi thường pháp luật".